# Josemaría Escrivá
Josemaría Escrivá de Balaguer (9. januar 1902 – 26. juni 1975) var en spansk katolsk præst, som grundlagde organisationen Opus Dei. Efter en kanoniseringsproces, der havde været i gang i tyve år, blev han d. 6. oktober 2002 af pave Johannes Paul II kåret til helgen.
Josemaría Escrivá blev født i den lille by Barbastro i Spanien. Forældreparret José og Dolores Escrivá havde foruden Josemaría tillige fem andre børn. Det fortælles, at han første gang følte et kald til at blive præst, da han bemærkede nogle fodspor, som en munk havde lavet i sneen.
Efter studier i Logroño og Zaragoza blev han præsteviet i Zaragoza den 28. marts 1925. Han drog til Madrid i 1927 for å ta doktorgrad i jus. Den 2. oktober 1928 grundlagde han Opus Dei som katolsk lægbevægelse. Undertrykkelse af religion og massakrer af præster udført af socialisterne under Den spanske borgerkrig tvang ham til å skjule sig, selv om han risikerede livet for at virke som præst for troende katolikker. Da borgerkrigen endte i 1939 kunne han omsider genoptage sine studier i Madrid, hvor han tog den juridiske doktorgrad.
Præstefællesskabet af det hellige kors, knyttet til Opus Dei, blev grundlagt i 1943, og Escrivá flyttede til Rom i 1946. Efter at have taget doktorgraden i teologi ved Lateranuniversitetet blev han konsultor for to af Vatikanets kongregationer og æresmedlem af det pavelige teologiske akademi. Han blev udnævnt til æresprelat af pave Pius XII, og Opus Dei blev officielt godkendt af paven den 16. juni 1950. Escrivá virkede frem til sin død for Opus Dei, og bevægelsen havde i 1975 60.000 medlemmer fordelt på 80 nationaliteter.